# Håkan Ohlssons boktryckeri

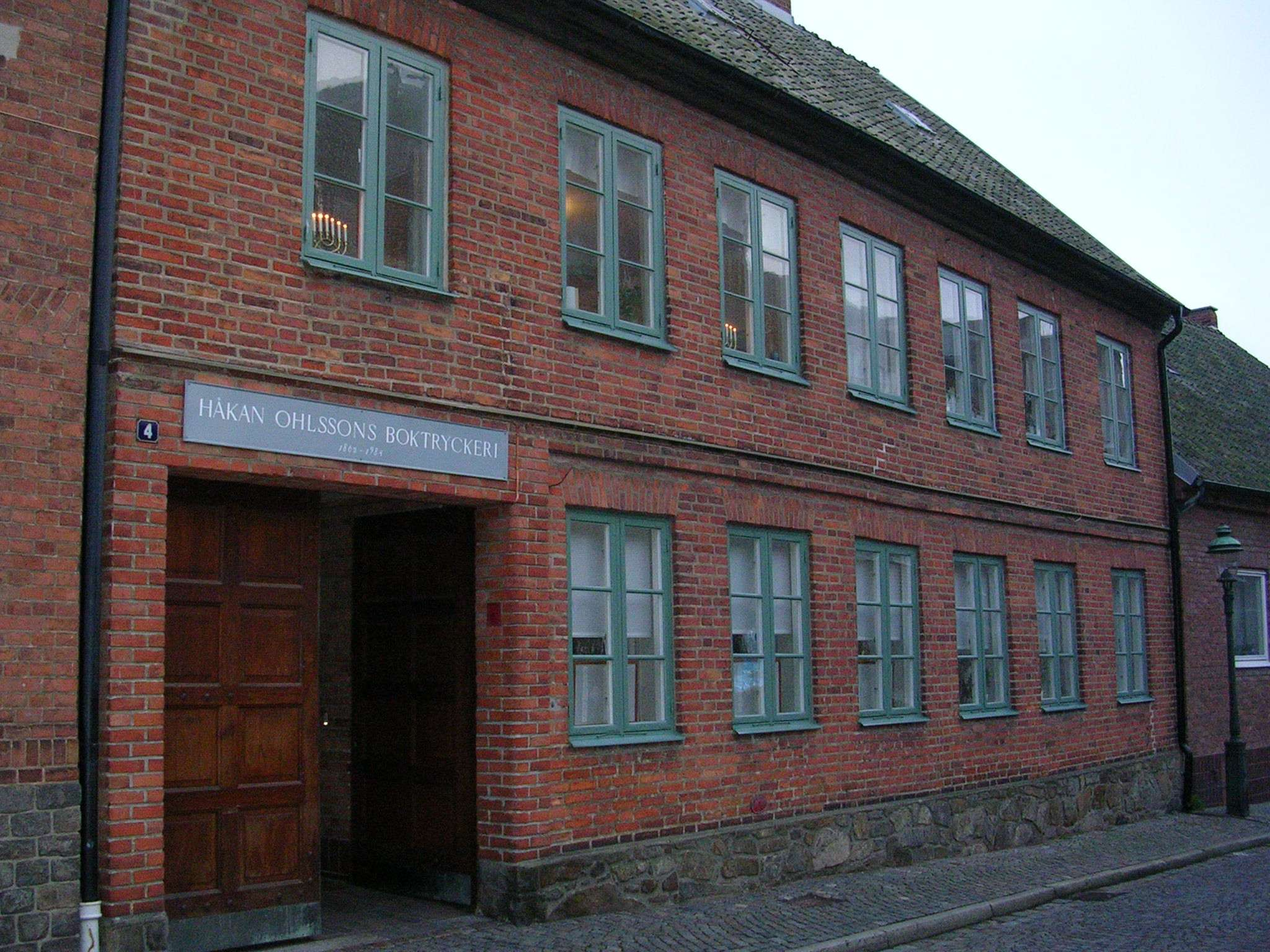
Tryckeriets gamla lokaler i Lund.

Håkan Ohlssons boktryckeri AB var ett förlag och tryckeri i Lund. Det grundades 1862 av Håkan Ohlsson. Han överlämnade företaget till sin son Håkan Theodor Ohlsson, först som delägare 1896 och helt 1903. Firman blev aktiebolag 1937. 1943 köpte man Berlingska boktryckeriet.
1975 köptes företaget av SKEAB-koncernen och 1984 fick företaget namnet Berlings Grafiska AB.